# ديف ماكي (سياسي)
ديف ماكي هو سياسي أسترالي، ولد في 1 مايو 1919، وتوفي في 4 مايو 2005. انتخب عضو المجلس النيابي لجنوب أستراليا ‏ عن دائرة Electoral district of Pirie ‏ وقد انضم خلال فترته النيابية (30 مايو 1970 – 11 يوليو 1975) للكتلة البرلمانية حزب العمال الأسترالي (فرع جنوب أستراليا) ‏ وانتخب عضو المجلس النيابي لجنوب أستراليا ‏ عن دائرة Electoral district of Port Pirie ‏ وقد انضم خلال فترته النيابية (7 مارس 1959 – 29 مايو 1970) للكتلة البرلمانية حزب العمال الأسترالي (فرع جنوب أستراليا) ‏.